# Kluisbergen

Bandeira do município de Kluisbergen

Kluisbergen é um município belga da província de Flandres Oriental. O município é constituído pelas vilas de Berchem, Kwaremont, Ruien e Zulzeke. Em 1 de Janeiro de 2006, o município tinha uma população de 6.161 habitantes, uma superfície total de 30,38 km² e uma correspondente densidade populacional de 203 habitantes por km². O município é muito conhecido pelas sua colinas que são muito populares entre os ciclistas. A vila de Ruien é a maior, Kwaremont tem o título de "Vila dos artistas" por nela viverem numerosos pintores e existirem galerias de arte. Kluisbergen possui também a "Kluisbos", uma floresta que tem duas duas pedras em pé que datam da época romana.